# Céu Azul
Céu Azul là một đô thị thuộc bang Paraná, Brasil. Đô thị này có diện tích 1179,442 km², dân số năm 2007 là 11332 người, mật độ 8,8 người/km².